# Torellia pacifica
Torellia pacifica is een slakkensoort uit de familie van de Capulidae. De wetenschappelijke naam van de soort is voor het eerst geldig gepubliceerd in 1980 door Okutani.